# ايبرهارد آي
ايبرهارد آي (بالألمانية: Eberhard I.)‏ (و. 973 – 1040 م) هو سياسي، وكاهن كاثوليكي ألماني، توفي في بامبرغ، عن عمر يناهز 67 عاماً.

## مناصب
تولى منصب أسقف كاثوليكي
.